# The Dwelling Place of Light
The Dwelling Place of Light is een Amerikaanse dramafilm uit 1920 onder regie van Jack Conway.

## Verhaal
De stenografe Janet Butler wordt lastiggevallen door haar chef Claude Ditmar, die eerder een affaire heeft gehad met haar jongere zus Elsie. Ze besluit haar baan op te zeggen en zich aan te sluiten bij de misnoegde fabrieksarbeiders. Brooks Insall, een belangrijke aandeelhouder in het bedrijf, doet intussen een poging om een staking te voorkomen. Wanneer hij kennismaakt met Janet, worden ze meteen verliefd. Tijdens de staking wordt Ditmar doodgeschoten door de moeder Janet, maar Janet wordt opgepakt voor die misdaad. Insall zuivert haar reputatie en volgt Ditmar als directeur van de fabriek.

## Rolverdeling
| Acteur           | Personage         |
| ---------------- | ----------------- |
| Claire Adams     | Janet Butler      |
| Nigel De Brulier | James Rolfe       |
| King Baggot      | Brooks Insall     |
| Robert McKim     | Claude Ditmar     |
| Ogden Crane      | Chester Sprole    |
| Lassie Young     | Elsie Butler      |
| Lydia Knott      | Hannah Butler     |
| George Berrell   | Edward Butler     |
| Beulah Booker    | Julia Gallagher   |
| William V. Mong  | John Gallagher    |
| Aggie Herring    | Mevrouw Gallagher |
| Charles Murphy   | Guido Antonelli   |